# Кула Гардош
Кула Гардош једна је од четири Миленијумске куле, које су Угарске власти изградиле на све четири стране света, у најудаљенијим градовима краљевства у склопу прославе хиљадугодишњице досељавања Мађара у Панонију. Кула висока 36 метара изграђена је на најјужнијој тачки краљевства, у Земуну, у граду Београду, 1896. године, на узвишењу Гардош, на темељима древне земунске тврђаве Таурунум из 9. века које се као важна одбрамбена тачка вековима издизала изнад десне обале Дунава.
Земунска Миленијумска кула, из периода Угарске краљевине, осим оне у Мађарској, једини је такав сачувани споменик који је остао на територији других држава.
Данас, након рестаурације, као културно-историјски споменик од посебног значаја, Кула Гардош све више постаје једна од посећенијих туристичких дестинација Земуна и Београда, у којој је посетиоцима на располагању атеље и галерија Чубрило, стална поставка посвећена лику и делу Милутина Миланковића, у виду тродимензионалних модела и софтвера о његовом животу и раду и излазак на видиковац куле са кога се 360° уоколо, пружа величанствен поглед на Дунав, Земун, Београд и њихову околину.

## Називи
Међу најчешће називе за кулу у Земуну, од четири миленијумске куле колико су изградиле Угарске власти, у литератури се наводе:
Кула Гардош— овај назив носи по лесном узвишењу-брегу Гардош у истоименом земунском насељу.
Миленијумска кула— овај назив, који се сматра најправилнијим, Кула је добила по томе што је подигнута у склопу прославе 1000. година од доласка и боравка Мађара у Панонској низији, које се односи на раздобље од 896. до 1896. године.
Кула Сибињанин Јанка— народ је кули дао овај назив, у спомен на мађарског великаша Јаноша Хуњадија, витеза, принца намесника и борца против Турака, опеваног у многим српским народним песмама. Он је на зидинама Калемегдана извојевао своју највећу победу над Османлијама, који су надирали преко Дунава 1456. године. Нажалост Хуњади није стигао да ужива у плодовима своје победе, јер је умро само три недеље по окончању битке. Наиме због великог броја несахрањених лешева у околини Таурунум, на чијим простору је 440 година касније саграђена Миленијумска кула, избила је куга од које је осим великог броја војника умро и славни витез Хуњади, Како је сећање на великог ратника и место где је преминуо остало јако дуго у памћењу међу Србима, након што је подигнута кула на Гардошу, народ је назвао његовим именом.

## Значај и заштита
Значај
Гардош као лесни брег и најистуренији локалитет према вековном пловном путу Дунаву, био је интересантан, као одличан видиковац, свим војскама које су боравиле на овом простору. Зато су многе војсковође баш ту градиле своја утврђења и куле. Записано је да су током градње лађе пребацивале камен са Београдске стране да би на Гардошу војници правили своје утврђење. Тако је простор на коме је саграђена и Миленијумска кула, вековима опасиван камењем и циглама.
Заштита
Рушевине тврђаве, заједно са Кулом Гардош представљају најстарије грађевинске остатке у старом језгру Земуна. Тврђава је проглашена спомеником културе 1948. године, Решењем бр. 963/48 од 17.6.1948. Завода за заштиту и научно проучавање споменика културе НРС у смислу чланова 1,2,4,5 и 6 и Општег закона о заштити споменика културе и природних реткости, Сл. лист ФНРЈ бр. 81/II, а по предлогу Војвођанског музеја и сагласности Савета стручњака.

## Положај и географске карактеристике
Кула Гардош, смештена је на највишој тачки лесног брега Гардош, некако, у истој линији или наспрам Калемегдана на приближно истој надморској висини (105 m). Са свих страна окружена је кућама и другим објектима истоименог насеља Гардош, једног од неколико малих насеља које чине централно језгро Земуна, некадашњег града, а данас градске општине. Гардош се граничи са насељима Ћуковац, Доњи Град и Горњи Град. Ограничено је улицама Главна, Трг Бранка Радичевића Цара Душана, Наде Димић, Сибињанин Јанка, Синђелићевом, Његошевом и Караматином. Поред саме Куле на брду се налази и земунско гробље.
Сва Земунска брда међу којима и Гардош су лесни брегови, који су настајали мање или више на исти начин:
| „ | Прво би вода у кишне дане пробијала канале до плавног дела Земуна на коме се данас налази доњи град, а онда би људи својим деловањем правили стазе уз лесни брег. Лесни брег је заправо обала корита Дунава, које је он формирао вековима одвлачећи панонско море са собом... Лесни брег је почетак или крај равне плоче преко које се простирало панонско море. Урбанизацијом и развојем града створене су саобраћајнице које стрме литице просецају и на тај начин дају илузију да је то пролаз између земунских брда. | ” |

Миленијумске кула изграђена је на на крају велике лесне заравни, Гардош изнад десне обале Дунава, на простору некадашњег утврђења, потпуно разореног у 18. веку, између очуване квадратне цитаделе из 9. века, чија приближне дужина страница, са кулама, износи око 45 метара. У сваком од четири темена цитаделе, окренутим ка странама света, и данас, налазе се видљиви остаци великих кружних кула. 
Географски положај
- Северна географска ширина: 44° 50′ 54"
- Источна географска дужина: 20° 24′ 35"
- Надморска висина: 105 m

Са високом и витком Миленијумском кулом, која доминира централним делом овог простора, створена је илузију висине. Отуда и утисак, да Гардош има амбијентални изглед брда, које је од 9. века на свом врху имало неку стару тврђаву и једну или више кула.

## Историјат
Кула Гардош у Земуну, један је од седам споменика, потпуно различите архитектуре, којим је Краљевина Угарска желела да истакне своју хиљадугодишњу државност, (у раздобљу од 896. до 1896. године). Два споменика посвећена овој годишњици изграђена су у Мађарској, у градовима Опустасер и Панонхалм, два у данашњој Словачкој у градовима Нитра и Девин, један у Украјини, код града Мукачево, један у Румунији, код Барошева и овај седми који је земунска кула.
Наиме Мађари су у оквири обележавања ове годишњице у Будимпешти подигли монументални трг и саградили још два споменика у Мађарској и Словачкој и још четири истоветне куле у четири града, на све четири стране света, на крајњим границама своје тадашње државе. Тако је Земун, као најјужнијем граду у поседу угарске круне, постао један од та четири града, у коме је изграђена Миленијумска Кула на Гардошу. Тим чином обележена је хиљадугодишњици боравка и владавине Мађара у овом делу Европе, који су мађарски краљеви, још из 11. века повремено сматрали својом краљевином (rex Pannoniae), себе називали панонским краљевима (rex Pannoniorum), а своју земљу звали Панонијом. Етноним Панонци се тако пренео и на све народе који су се за време сеобе населили у Панонији.
Градња Миленијумске куле окончана је 5. августа 1896. године. Свечано отварање било је 15 дана касније. Тога јутра, одржано је и богослужење у свим земунским црквама.
Тада је уређен и мали парк око куле и унутар тврђаве, који је до 1914. године био пријатно шеталиште Земунаца са којег се пружао прелеп поглед на Доњи град и Велико ратно острво и Краљевину Србију. На почетку Првог светског рата Миленијумски споменик је оштећен, када су јга аустроугарски војници користили као митраљеско гнездо.
По завршетку Првог светског рата, Аустроугарска монархија се распала једва две деценије након што је подигнута Миленијумска кула. 
| „ | На темељима некада моћног царства никле су нове, националне државе. Четири куле на четири краја територије коју су Мађари сматрали за своју нашло се ван граница нове мађарске државе. Три су убрзо срушене и једино је она на Гардошу остала да стоји као заборављени споменик давно несталог царства. | ” |

У новој држави, Миленијумска кула имала је чудну судбину. Године 1919. поправљана су оштећења настала за време Првог светског рата, а потом је имала: 
| „ | ...периоде у којима је служила као уметнички атеље, али и када је била потпуно руинирана. Разговори о њеној судбини и обнављању увек су наилазили на сумњичавост јер су се малобројни људи и даље добро сећали шта она представља. Под сталном претњом мађарског ревизионизма многи су сматрали да кула на Гардошу не треба да постоји, да је треба пустити да пропадне сама од себе и тако нестане један од последњих симбола некадашње Мађарске монархије. | ” |

Кула Гардош данас је ревитализована и под заштитом је Завода за споменике Републике Србије.

### Легенда о кули
Миленијумску или Гардош кулу, многи везују за догађаје из средњег века и Сибињанин Јанка (Јаноша Хуњадија), мађарског витеза и великог борца против Османлија, који је умро у средњовековној тврђави на Гардошу, 440 година пре зидања миленијумске куле, и по коме је Кула у српском народу, добила његово име.
Чувена битка за Београд, која је вођена 14—21. јула 1456. године није била битна само за Београд већ и Земун. На десној обали Дунава на челу хришћанске војске налазио Сибињанин Јанко. У том периоду Угарска је била наклоњена Србији, управо због њених сукоба са османлијским царством. Османлије су на Дунаву, поред данашњег ресторана „Шаран“, увезали ланцима своје бродове, како би спречили долазак угарске помоћи са севера. Јанко Хуњади је са својом војском успео да разбије блокаду, порази Османлије и тиме оствари највећа победу хришћана над османлијама у 15. веку, и обезбедио мир на југоисточним границама Угарске у наредних 70 година. Само три недеље по окончању битке, док је славље због победе још трајало, Хуњади је умро од последица куге у једној од кула у утврђењу Гардош.
О подруму куле испредане су многе мистериозне приче. Једна од таквих легенди је и да из њега води тунел којим се, испод Дунава, може стићи до тврђаве на Калемегдану.

## Опис
Миленијумско здање у Земуну високо 36 метара подигнуто је на најистакнутијем делу Гардоша, у средишту зидина и рушевини средњовековне тврђаве Таурунум из 9. века, од које су до данас остале, само угаоне куле и делови одбрамбеног зида.
Кулу су пројектовали мађарски архитекти, еклектички у мешавини историјских стилова, са нагласком на романске елементе. Изграђена је од камена и опеке. Миленијумски споменик у виду куле – видиковца, са државним обележјима – грбом и орлом раширених крила на врху, који је био оријентисан ка Балкану, са распоном крила од четири метара, и претећим погледом према Београду, на који су Мађари полагали право.

## Галерија
- Кула Гардош са црквом Светог Димитрија у позадини
- Кула Гардош дању
- Кула Гардош ноћу
- Поглед са кеја на кулу и Николајевску цркву